# Campionato asiatico per club 2005 (femminile)
Il campionato asiatico per club 2005 si è svolto dal 23 al 30 maggio 2005 a Ninh Bình, in Vietnam. Al torneo hanno partecipato 7 squadre di club asiatiche ed oceaniane e la vittoria finale è andata per la prima volta al Tianjin Nuzi Paiqiu Dui.

## Squadre partecipanti
- Chung Shan
- Korea Expressway
- Rahat
- Sang Som
- Toumaris SKIF
- Sport Center 1
- Tianjin

## Classifica finale
| Classifica | Squadre          |
| ---------- | ---------------- |
|            | Tianjin          |
|            | Chung Shan       |
|            | Korea Expressway |
| 4          | Rahat            |
| 5          | Sang Som         |
| 6          | Sport Center 1   |
| 7          | Toumaris SKIF    |